# سیارک ۲۲۷۷۵
سیارک ۲۲۷۷۵ (به انگلیسی: 22775 Jasonelloyd، نامگذاری:1999CV20) بیست و دو هزار و هفتصد و هفتاد و پنجمین سیارک کشف شده‌است که در ۱۰ فوریه ۱۹۹۹ کشف شد.
قدر مطلق سیارک برابر ۱۷.۰ است.